# Ксениинский институт
Ксениинский институт благородных девиц — закрытое женское учебное заведение Российской империи, входящее в ведомство учреждений императрицы Марии, существовавшее с 1894 по 1918 год в Санкт-Петербурге.

## Основная история
25 июля 1894 года Указом императора Александра III в ознаменовании бракосочетания великой княгини Ксении Александровны с великим князем Александром Михайловичем был создан Ксениинский институт благородных девиц. Институт создавался как женское учебно-воспитательное учреждение, для обучения и воспитания сирот и полусирот из дворянских семей. Институт входил в ведомство учреждений императрицы Марии.
Ксениинскому институту был передан Николаевский дворец, которым до этого владел великий князь Николай Николаевич. Дворец строился с 1853 по 1861 год архитектором А. И. Штакеншнейдером и его помощниками Карлом Циглером и Августом Ланге. При дворце имелись манеж и церковь, созданная архитектором Н. В. Султановым и освящённая  12 февраля 1906 года во имя иконы «Всех скорбящих Радость», с подклетом наподобие пещеры Гроба Господня. С 1894 по 1895 год для нужд института здание перестраивалось под руководством архитекторов Р. А. Гедике и И. А. Стефаница. На первом этаже появились квартира начальницы института, канцелярия и жилые помещения для преподавателей. Двусветный Банкетный зал разделили потолком на два помещения. В нижнем устроили сцену для спектаклей, в верхнем — дортуары для воспитанниц. На втором этаже разместились учебные классы.  Конюшню перестроили под столовую, манеж был перестроен под спальни. Архитектурные работы обошлись казне в 700 000 рублей. 25 марта 1895 года Ксениинский институт был торжественно открыт, на церемонии присутствовал император Николай II  который подарил храму во имя иконы Божией Матери «Всех скорбящих радости» ризницу из покрова на гроб своего отца Александра III.
В Ксениинский институт по Положению утверждённому императором Александром III принимались за счёт казны полусироты и сироты  личных и потомственных дворян, штаб и обер офицеров, генералов и гражданских чинов не имеющих к содержанию дочерей необходимых средств. Дети дворян (как потомственных так и личных), не состоящих на службе, принимались только как стипендиатки или за плату. При поступлении в институт было необходимо уметь писать и читать по русски, французски и немецки, а так же знать свод основных молитв. Ксениинский институт был рассчитан на триста пятьдесят воспитанниц, по своему статусу он был ниже Смольного института. В состав слушательниц института входило 175 платных пансионерок и 175 казенных пансионерок. Триста учениц старше десяти лет помещались в здании института, а пятьдесят пансионерок в возрасте от восьми до десяти лет помещались в малолетнем отделении Николаевского сиротского института. Десяти летний курс обучения в институте включал три профессиональных и семь общих класса. В трёх профессиональных классах, было создано два отдела: изящных рукоделий и счетчиц, конторщиц и бухгалтеров. Отличие Ксениинского института от других институтов благородных девиц, заключалось в том, что воспитанниц этого института приучали самим делать многое из того, что в других институтах выполнялось прислугой: шили и чинили бельё, сами убирали постели и держали в порядке свою обувь, а из числа старшеклассниц назначались дежурные по кухне и  кладовым.
С 1914 года в период Первой мировой войны количество воспитанниц составляло триста восемь воспитанниц, в 1915 году — триста сорок четыре воспитанницы, в 1916 году — триста сорок восемь воспитанниц. 4 марта 1918 года состоялся последний выпуск Ксениинского института и оставшихся пансионерок перевели в здание Николаевского сиротского института. После Октябрьской революции Постановлением Совета народных комиссаров РСФСР здание Ксенинского института было отдано профсоюзным организациям и получило наименование «Дворец труда».

## Руководство
- Валь, Виктор Вильгельмович[7]
- княгиня Голицина, Евгения Александровна[1]

## Попечители
- Трубников, Александр Александрович[1]

## Известные преподаватели
- Барсуков, Иван Платонович[8]
- Маршнер, Людвиг Христофорович[9]
- Барсков, Яков Лазаревич[2]
- Животовский, Сергей Васильевич[2]
- Каринский, Николай Михайлович[2]
- Давидов, Алексей Августович[10]
- Альмединген, Александр Николаевич[2]
- Мунц, Оскар Рудольфович[2]

## Известные выпускники
- Нина Ванна[11]